# Trypanothacus buettikeri
Espèce
Synonymes
- Buthacus buettikeri Hendrixson, 2006

Trypanothacus buettikeri est une espèce de scorpions de la famille des Buthidae.

## Distribution
Cette espèce est endémique d'Arabie saoudite.

## Systématique et taxinomie
Cette espèce a été décrite sous le protonyme Buthacus buettikeri par Hendrixson en 2006. Elle est placée dans le genre Trypanothacus par Lowe, Kovařík, Stockmann et Šťáhlavský en 2019.

## Étymologie
Cette espèce est nommée en l'honneur de Willi Büttiker.

## Publication originale
- Hendrixson, 2006 : « Buthid scorpions of Saudi Arabia, with notes on other families (Scorpiones: Buthidae, Liochelidae, Scorpionidae). » Fauna of Arabia, vol. 21, p. 33-120.